# Станко Бјелајац
Станко Бјелајац — Ћане (Мајске Пољане, код Глине, 21. мај 1912 — Београд, 24. јануар 2003), учесник Народноослободилачке борбе, генерал-пуковник ЈНА, друштвено-политички радник СФР Југославије и народни херој Југославије.

## Биографија
Рођен је 21. маја 1912. године у Мајским Пољанама, код Глине. Основну школу завршио је у родном селу, а нижу гимназију у Глини. Пре рата, радио је као порески чиновник у Петрињи. Након упознавања са комунистом Артуром Туркулином, 1938. године постао је кандидат, а од септембра 1939. и члан Комунистичке партије Југославије (КПЈ). Активно је деловао у радничком покрету у Петрињи и Глини, а у свом селу је био активан у „Сељачкој слоги“. Био је и члан Месног комитета КПЈ Петриња. Уз помоћ свог брата Ранка, 1939. године је у свом стану у Петрињи формирао прву партијску организацију фабрике „Гавриловић“.

### Народноослободилачка борба
По окупацији Југославије и успостави Независна Држава Хрватска (НДХ), био је члан Среског комитета КПЈ Петриња. Убрзо је напустио Петрињу и отишао у Мајске Пољане. Тамо је био један од организатора устанка на Банији. С групом од осамнаест устаника из свог села, Тртника и Брњеушке, формирао је прву ударну десетину на Банији. Са десетином је извео неколико мањих акција, а затим је отишао у Шамарицу, где се прикључио устаничној групи Васиља Гаћеше. С Гаћешом је организовао партизански Шамарички логор и учествовао у свим акцијама под вођством Гаћеше.
Бјелајац је за време рата вршио следеће дужности:
- командант Првог глинског батаљона,
- комесар Шамаричког логора,
- заменик команданта Банијског партизанског одреда,
- командант Баније,
- командант Осме банијске бригаде,
- оперативни официр Штаба за Банију,
- начелник Штаба  Седме банијске дивизије,
- начелник Штаба Четвртог корпуса НОВЈ.

Након погибије Васиља Гаћеше, 29. априла 1942. године, преузео је команду над Одредом и у току маја и јуна извео низ акција на усташка, домобранска и жандарска упоришта, позната под називом „Акције за освету Гаћешине смрти“. Посебно се истакао у акцији на усташко упориште Ћунтић, затим у борбама за Бачугу и Краљевчане. За време непријатељске офанзиве на Козару, Станко је са својим одредом напао непријатеља с леђа и тако пружио помоћ партизанима који су били у окружењу.
Касније је са својом бригадом код Жировца прешао Уну и из Баније се пребацио у Босанску Крајину, где је учествовао у ослобођењу Бихаћа. У току прве ноћи борби, заробио је 100 домобрана с опремом. За успешно вођење борбе, бригаду је похвалио Врховни командант НОВ и ПОЈ Јосип Броз Тито. Посебно тешке, али успешне борбе водио је Бјелајац против непријатеља у правцу Цетинграда и Слуња. На две недеље борби, у трочасовном нападу био је ослобођен Слуњ.
Бригада под командом Станка Бјелајца је затим учествовала у борбама Четврте и Пете непријатељске офанзиве. Станко и његови борци су, међу осталим, дванаест дана водили битке на врху Оглавак на планини Радуши. Учествовао је у пратњи и преношењу рањеника преко Неретве и у разбијању четника на другој страни. Након прелаза Јахорине кренуо је према Подграду као претходница дивизије, где су упали у обруч 369. легионарске дивизије. Претходница је одбила сва три немачка узастопна напада и у јуришу се пробила из обруча у правцу према јединицама Коче Поповића. Станко је након тога учествовао у борбама против непријатеља на Банији, Кордуну и Горском котару. У то је време постао и већник Земаљског антифашистичког вијећа народног ослобођења Хрватске (ЗАВНОХ).
У завршним операцијама за ослобођење, Станко, тада пуковник и начелник Штаба Четвртог корпуса НОВЈ, извршио је последње преговоре у Илирској Бистрици о предаји 17.000 непријатељских војника.

### Послератни период
После рата, био је помоћник команданта Друге армије, три године је био у Совјетском Савезу на школовању у Војној академији „Михаил Васиљевич Фрунзе“, командант 27. ратне дивизије, начелник Штаба 12. армије и остало.
Такође је завршио највише војне школе у Југословенској народној армији (ЈНА). Био је наставник у Школи тактике, начелник Школског центра Пете армијске области, командант Прве пролетерске дивизије и начелник Штаба Четврте армијске области до 1973. године, када је пензионисан у чину генерал-пуковника ЈНА. После тога се ангажовао у друштвено-политичким активностима, па је био посланик у Савезној скупштини СФРЈ. Као пензионер, до 1991. године је живео у селу Ново Селиште, код Петриње.
Преминуо је 24. јануара 2003. године у Београду, а сахрањен је у Алеји народних хероја на Новом гробљу у Београду. Имао је три сина — Ранка, Милета и Владу. Његов средњи син Миле је познати српски историчар и бивши директор Института за новију историју Србије.
Носилац је Партизанске споменице 1941. и више југословенских одликовања, међу којима су — Орден ратне заставе, Орден заслуга за народ са златном звездом, Орден братства и јединства са златним венцем, Орден народне армије са ловоровим венцем, Орден за војне заслуге са великом звездом, Орден партизанске звезде са сребрним венцем, Орден за војне заслуге са златним мачевима и два Ордена за храброст. Орденом народног хероја одликован је 27. новембра 1953. године.